# 51 Pułk Lotnictwa Szturmowego

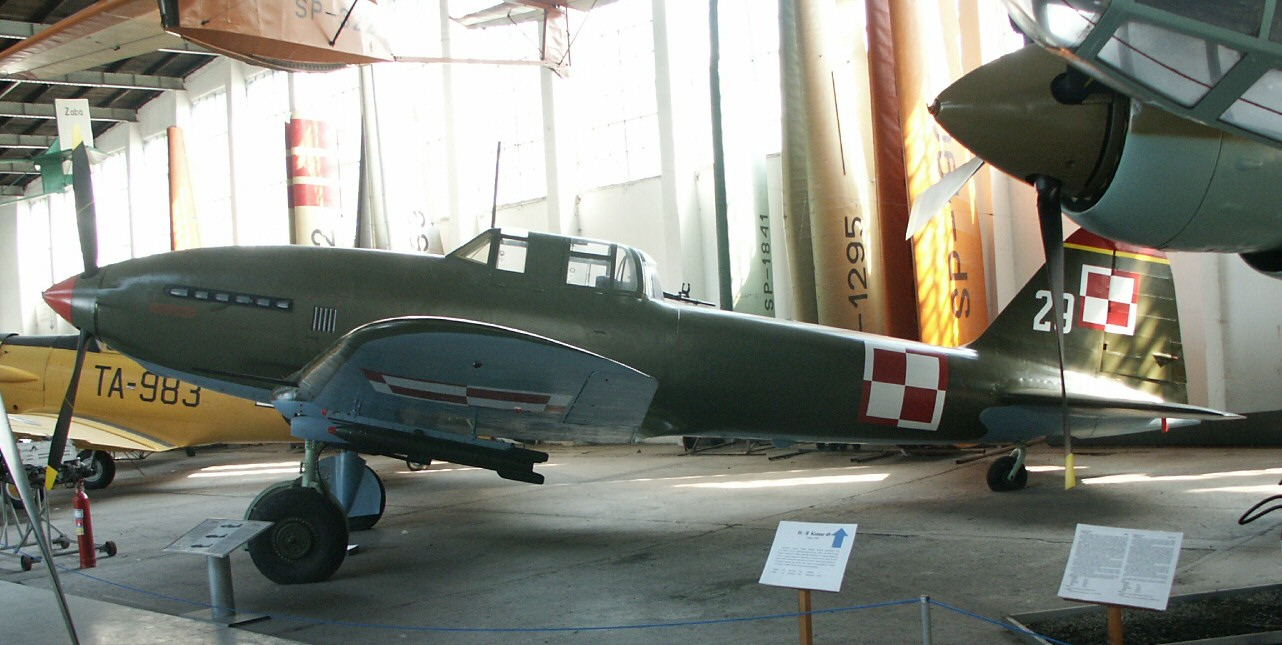
Ił-10

51 Pułk Lotnictwa Szturmowego (51 plsz) – oddział lotnictwa szturmowego ludowego Wojska Polskiego.

## Formowanie i zmiany organizacyjne
51 Pułk Lotnictwa Szturmowego został sformowany w 1952 roku na lotnisku w Gdańsku-Wrzeszczu według etatu Nr 6/104 o stanie liczebnym 307 żołnierzy i 2 pracowników kontraktowych. Pułk miał wchodzić w skład 13 Dywizji Lotnictwa Szturmowego. Wobec załamania się dwuletniego planu przyspieszonego rozwoju lotnictwa zaniechano formowania 13 DLSz, a 51 plsz został włączony w skład 16 Dywizji Lotnictwa Szturmowego, w miejsce 57 Pułku Lotnictwa Szturmowego, który został rozformowany.
W 1954 roku pułk został przebazowany na lotnisko w Poznaniu, a następnie na lotnisko w Pile
W 1969 roku 51 Pułk Lotnictwa Szturmowego został rozwiązany.

## Dowódcy pułku
Wykaz dowódców pułków podano za: Józef Zieliński [red.]: Polskie lotnictwo wojskowe 1945–2010. s. 154.
- ppłk pil. Aleksander Licewicz (1952–1954}
- ppłk pil. Marian Sekuła (1955–1959)
- ppłk pil. Stanisław Halerz (1959–1963)
- ppłk pil. Bohdan Prejss (1964–1969)
- mjr pil. Czesław Aszemberg 1969